# Élections municipales de 2026 dans la Mayenne
Pour un article plus général, voir Élections municipales françaises de 2026.
Les élections municipales dans la Mayenne sont prévues en mars 2026. Cette page ne traite que les communes de 2 500 habitants et plus dans la Mayenne.

## Résultats à l'échelle du département

### Maires sortants et maires élus
| Commune                     | Population (en 2022) | Maire sortant(e)       | Parti | Parti | Maire élu(e) | Parti | Parti |
| --------------------------- | -------------------- | ---------------------- | ----- | ----- | ------------ | ----- | ----- |
| Ambrières-les-Vallées       | 2 603                | Guy Ménard             |       | DVD   |              |       |       |
| Argentré                    | 2 908                | Christian Lefort       |       | DVD   |              |       |       |
| Bonchamp-lès-Laval          | 6 294                | Gwénaël Poisson        |       | DVD   |              |       |       |
| Changé                      | 6 482                | Patrick Peniguel       |       | UDI   |              |       |       |
| Château-Gontier-sur-Mayenne | 16 539               | Philippe Henry         |       | UDI   |              |       |       |
| Cossé-le-Vivien             | 3 208                | Christophe Langouët    |       | RE    |              |       |       |
| Craon                       | 4 415                | Bertrand De Guébriant  |       | DVD   |              |       |       |
| Ernée                       | 5 511                | Jacqueline Arcanger    |       | DVD   |              |       |       |
| Évron                       | 8 380                | Joël Balandraud        |       | UDI   |              |       |       |
| L'Huisserie                 | 4 554                | Jean-Pierre Thiot      |       | HOR   |              |       |       |
| Laval                       | 49 474               | Florian Bercault       |       | DVG   |              |       |       |
| Loiron-Ruillé               | 2 724                | Bernard Bourgeais      |       | DVD   |              |       |       |
| Louverné                    | 4 345                | Sylvie Vielle          |       | DVC   |              |       |       |
| Mayenne                     | 12 854               | Jean-Pierre Le Scornet |       | PS    |              |       |       |
| Meslay-du-Maine             | 2 784                | Christian Boulay       |       | DVD   |              |       |       |
| Montsûrs                    | 3 192                | Benoît Quintard        |       | PS    |              |       |       |
| Renazé                      | 2 506                | Dorinne Baloche        |       | DVG   |              |       |       |
| Saint-Berthevin             | 7 384                | Yannick Borde          |       | HOR   |              |       |       |
| Villaines-la-Juhel          | 2 682                | Daniel Lenoir          |       | RE    |              |       |       |

### Résultats en nombre de maires
| Partis       | Partis                               | Maires sortants | Maires élus | Évolution |
| ------------ | ------------------------------------ | --------------- | ----------- | --------- |
|              | Union des démocrates et indépendants | 3               |             |           |
|              | Horizons                             | 2               |             |           |
|              | Renaissance                          | 2               |             |           |
|              | Divers centre                        | 1               |             |           |
| Total centre | Total centre                         | 8               |             |           |
|              | Divers droite                        | 7               |             |           |
| Total droite | Total droite                         | 7               |             |           |
|              | Divers gauche                        | 2               |             |           |
|              | Parti socialiste                     | 2               |             |           |
| Total gauche | Total gauche                         | 4               |             |           |
| Total        | Total                                | 19              | 19          | -         |

## Résultats dans les communes de plus de 2 500 habitants

### Ambrières-les-Vallées
- Maire sortant : Guy Ménard (DVD)
- 23 sièges à pourvoir au conseil municipal (population légale 2022 : 2 603 habitants)
- 6 sièges à pourvoir au conseil communautaire (CC du Bocage Mayennais)

| Tête de liste | Tête de liste | Parti(s) | Nuance | Premier tour | Premier tour | Second tour | Second tour | Sièges | Sièges |
| Tête de liste | Tête de liste | Parti(s) | Nuance | Voix         | %            | Voix        | %           | CM     | CC     |
| ------------- | ------------- | -------- | ------ | ------------ | ------------ | ----------- | ----------- | ------ | ------ |

### Argentré
- Maire sortant : Christian Lefort (DVD)
- 23 sièges à pourvoir au conseil municipal (population légale 2022 : 2 908 habitants)
- 1 siège à pourvoir au conseil communautaire (Laval Agglomération)

| Tête de liste | Tête de liste | Parti(s) | Nuance | Premier tour | Premier tour | Second tour | Second tour | Sièges | Sièges |
| Tête de liste | Tête de liste | Parti(s) | Nuance | Voix         | %            | Voix        | %           | CM     | CC     |
| ------------- | ------------- | -------- | ------ | ------------ | ------------ | ----------- | ----------- | ------ | ------ |

### Bonchamp-lès-Laval
- Maire sortant : Gwénaël Poisson (DVD)
- 29 sièges à pourvoir au conseil municipal (population légale 2022 : 6 294 habitants)
- 3 sièges à pourvoir au conseil communautaire (Laval Agglomération)

| Tête de liste            | Tête de liste    | Parti(s) | Nuance | Premier tour | Premier tour | Second tour | Second tour | Sièges | Sièges |
| Tête de liste            | Tête de liste    | Parti(s) | Nuance | Voix         | %            | Voix        | %           | CM     | CC     |
| ------------------------ | ---------------- | -------- | ------ | ------------ | ------------ | ----------- | ----------- | ------ | ------ |
|                          | Gwénaël Poisson, | DVD      |        |              |              |             |             |        |        |
|                          |                  |          |        |              |              |             |             |        |        |
| Exprimés                 |                  |          |        |              |              |             |             |        |        |
| Votes blancs             |                  |          |        |              |              |             |             |        |        |
| Votes nuls               |                  |          |        |              |              |             |             |        |        |
| Total                    | Total            | Total    | Total  |              | 100          |             | 100         | 29     | 3      |
| Absentions               |                  |          |        |              |              |             |             |        |        |
| Inscrits / participation |                  |          |        |              |              |             |             |        |        |

### Changé
- Maire sortant : Patrick Peniguel (UDI)
- 29 sièges à pourvoir au conseil municipal (population légale 2022 : 6 482 habitants)
- 3 sièges à pourvoir au conseil communautaire (Laval Agglomération)

| Tête de liste | Tête de liste | Parti(s) | Nuance | Premier tour | Premier tour | Second tour | Second tour | Sièges | Sièges |
| Tête de liste | Tête de liste | Parti(s) | Nuance | Voix         | %            | Voix        | %           | CM     | CC     |
| ------------- | ------------- | -------- | ------ | ------------ | ------------ | ----------- | ----------- | ------ | ------ |

### Château-Gontier-sur-Mayenne
- Maire sortant : Philippe Henry (UDI)
- 35 sièges à pourvoir au conseil municipal (population légale 2022 : 0 habitants)
- 20 sièges à pourvoir au conseil communautaire (CC du Pays de Château-Gontier)

| Tête de liste | Tête de liste | Parti(s) | Nuance | Premier tour | Premier tour | Second tour | Second tour | Sièges | Sièges |
| Tête de liste | Tête de liste | Parti(s) | Nuance | Voix         | %            | Voix        | %           | CM     | CC     |
| ------------- | ------------- | -------- | ------ | ------------ | ------------ | ----------- | ----------- | ------ | ------ |

### Cossé-le-Vivien
- Maire sortant : Christophe Langouët (RE)
- 23 sièges à pourvoir au conseil municipal (population légale 2022 : 3 208 habitants)
- 5 sièges à pourvoir au conseil communautaire (CC du Pays de Craon)

| Tête de liste | Tête de liste | Parti(s) | Nuance | Premier tour | Premier tour | Second tour | Second tour | Sièges | Sièges |
| Tête de liste | Tête de liste | Parti(s) | Nuance | Voix         | %            | Voix        | %           | CM     | CC     |
| ------------- | ------------- | -------- | ------ | ------------ | ------------ | ----------- | ----------- | ------ | ------ |

### Craon
- Maire sortant : Bertrand De Guébriant (DVD)
- 27 sièges à pourvoir au conseil municipal (population légale 2022 : 4 415 habitants)
- 7 sièges à pourvoir au conseil communautaire (CC du Pays de Craon)

| Tête de liste | Tête de liste | Parti(s) | Nuance | Premier tour | Premier tour | Second tour | Second tour | Sièges | Sièges |
| Tête de liste | Tête de liste | Parti(s) | Nuance | Voix         | %            | Voix        | %           | CM     | CC     |
| ------------- | ------------- | -------- | ------ | ------------ | ------------ | ----------- | ----------- | ------ | ------ |

### Ernée
- Maire sortante : Jacqueline Arcanger (DVD)
- 29 sièges à pourvoir au conseil municipal (population légale 2022 : 5 511 habitants)
- 10 sièges à pourvoir au conseil communautaire (CC de l'Ernée)

| Tête de liste | Tête de liste | Parti(s) | Nuance | Premier tour | Premier tour | Second tour | Second tour | Sièges | Sièges |
| Tête de liste | Tête de liste | Parti(s) | Nuance | Voix         | %            | Voix        | %           | CM     | CC     |
| ------------- | ------------- | -------- | ------ | ------------ | ------------ | ----------- | ----------- | ------ | ------ |

### Évron
- Maire sortant : Joël Balandraud (UDI)
- 29 sièges à pourvoir au conseil municipal (population légale 2022 : 8 380 habitants)
- 17 sièges à pourvoir au conseil communautaire (CC des Coëvrons)

| Tête de liste            | Tête de liste    | Parti(s) | Nuance | Premier tour | Premier tour | Second tour | Second tour | Sièges | Sièges |
| Tête de liste            | Tête de liste    | Parti(s) | Nuance | Voix         | %            | Voix        | %           | CM     | CC     |
| ------------------------ | ---------------- | -------- | ------ | ------------ | ------------ | ----------- | ----------- | ------ | ------ |
|                          | Joël Balandraud, | UDI      |        |              |              |             |             |        |        |
|                          |                  |          |        |              |              |             |             |        |        |
| Exprimés                 |                  |          |        |              |              |             |             |        |        |
| Votes blancs             |                  |          |        |              |              |             |             |        |        |
| Votes nuls               |                  |          |        |              |              |             |             |        |        |
| Total                    | Total            | Total    | Total  |              | 100          |             | 100         | 29     | 17     |
| Absentions               |                  |          |        |              |              |             |             |        |        |
| Inscrits / participation |                  |          |        |              |              |             |             |        |        |

### L'Huisserie
- Maire sortant : Jean-Pierre Thiot (HOR)
- 27 sièges à pourvoir au conseil municipal (population légale 2022 : 4 554 habitants)
- 2 sièges à pourvoir au conseil communautaire (Laval Agglomération)

| Tête de liste | Tête de liste | Parti(s) | Nuance | Premier tour | Premier tour | Second tour | Second tour | Sièges | Sièges |
| Tête de liste | Tête de liste | Parti(s) | Nuance | Voix         | %            | Voix        | %           | CM     | CC     |
| ------------- | ------------- | -------- | ------ | ------------ | ------------ | ----------- | ----------- | ------ | ------ |

### Laval
- Maire sortant : Florian Bercault (DVG)
- 43 sièges à pourvoir au conseil municipal (population légale 2022 : 49 474 habitants)
- 33 sièges à pourvoir au conseil communautaire (Laval Agglomération)

| Tête de liste            | Tête de liste | Parti(s) | Nuance | Premier tour | Premier tour | Second tour | Second tour | Sièges | Sièges |
| Tête de liste            | Tête de liste | Parti(s) | Nuance | Voix         | %            | Voix        | %           | CM     | CC     |
| ------------------------ | ------------- | -------- | ------ | ------------ | ------------ | ----------- | ----------- | ------ | ------ |
|                          | Michel Cosme  | MoDem    |        |              |              |             |             |        |        |
|                          |               |          |        |              |              |             |             |        |        |
| Exprimés                 |               |          |        |              |              |             |             |        |        |
| Votes blancs             |               |          |        |              |              |             |             |        |        |
| Votes nuls               |               |          |        |              |              |             |             |        |        |
| Total                    | Total         | Total    | Total  |              | 100          |             | 100         | 43     | 33     |
| Absentions               |               |          |        |              |              |             |             |        |        |
| Inscrits / participation |               |          |        |              |              |             |             |        |        |

### Loiron-Ruillé
- Maire sortant : Bernard Bourgeais (DVD), ne se représente pas[5].
- 27 sièges à pourvoir au conseil municipal (population légale 2022 : 2 724 habitants)
- 1 siège à pourvoir au conseil communautaire (Laval Agglomération)

| Tête de liste | Tête de liste | Parti(s) | Nuance | Premier tour | Premier tour | Second tour | Second tour | Sièges | Sièges |
| Tête de liste | Tête de liste | Parti(s) | Nuance | Voix         | %            | Voix        | %           | CM     | CC     |
| ------------- | ------------- | -------- | ------ | ------------ | ------------ | ----------- | ----------- | ------ | ------ |

### Louverné
- Maire sortante : Sylvie Vielle (DVC), ne se représente pas[5].
- 27 sièges à pourvoir au conseil municipal (population légale 2022 : 4 345 habitants)
- 2 sièges à pourvoir au conseil communautaire (Laval Agglomération)

| Tête de liste | Tête de liste | Parti(s) | Nuance | Premier tour | Premier tour | Second tour | Second tour | Sièges | Sièges |
| Tête de liste | Tête de liste | Parti(s) | Nuance | Voix         | %            | Voix        | %           | CM     | CC     |
| ------------- | ------------- | -------- | ------ | ------------ | ------------ | ----------- | ----------- | ------ | ------ |

### Mayenne
- Maire sortant : Jean-Pierre Le Scornet (PS)
- 33 sièges à pourvoir au conseil municipal (population légale 2022 : 12 854 habitants)
- 21 sièges à pourvoir au conseil communautaire (Mayenne Communauté)

| Tête de liste | Tête de liste | Parti(s) | Nuance | Premier tour | Premier tour | Second tour | Second tour | Sièges | Sièges |
| Tête de liste | Tête de liste | Parti(s) | Nuance | Voix         | %            | Voix        | %           | CM     | CC     |
| ------------- | ------------- | -------- | ------ | ------------ | ------------ | ----------- | ----------- | ------ | ------ |

### Meslay-du-Maine
- Maire sortant : Christian Boulay (DVD)
- 23 sièges à pourvoir au conseil municipal (population légale 2022 : 2 784 habitants)
- 8 sièges à pourvoir au conseil communautaire (CC du Pays de Meslay-Grez)

| Tête de liste | Tête de liste | Parti(s) | Nuance | Premier tour | Premier tour | Second tour | Second tour | Sièges | Sièges |
| Tête de liste | Tête de liste | Parti(s) | Nuance | Voix         | %            | Voix        | %           | CM     | CC     |
| ------------- | ------------- | -------- | ------ | ------------ | ------------ | ----------- | ----------- | ------ | ------ |

### Montsûrs
- Maire sortant : Benoît Quintard (PS)
- 27 sièges à pourvoir au conseil municipal (population légale 2022 : 3 192 habitants)
- 6 sièges à pourvoir au conseil communautaire (CC des Coëvrons)

| Tête de liste | Tête de liste | Parti(s) | Nuance | Premier tour | Premier tour | Second tour | Second tour | Sièges | Sièges |
| Tête de liste | Tête de liste | Parti(s) | Nuance | Voix         | %            | Voix        | %           | CM     | CC     |
| ------------- | ------------- | -------- | ------ | ------------ | ------------ | ----------- | ----------- | ------ | ------ |

### Renazé
- Maire sortant : Dorinne Baloche (DVG)
- 23 sièges à pourvoir au conseil municipal (population légale 2022 : 2 506 habitants)
- 4 sièges à pourvoir au conseil communautaire (CC du Pays de Craon)

| Tête de liste            | Tête de liste    | Parti(s) | Nuance | Premier tour | Premier tour | Second tour | Second tour | Sièges | Sièges |
| Tête de liste            | Tête de liste    | Parti(s) | Nuance | Voix         | %            | Voix        | %           | CM     | CC     |
| ------------------------ | ---------------- | -------- | ------ | ------------ | ------------ | ----------- | ----------- | ------ | ------ |
|                          | Dorinne Baloche, | DVG      |        |              |              |             |             |        |        |
|                          |                  |          |        |              |              |             |             |        |        |
| Exprimés                 |                  |          |        |              |              |             |             |        |        |
| Votes blancs             |                  |          |        |              |              |             |             |        |        |
| Votes nuls               |                  |          |        |              |              |             |             |        |        |
| Total                    | Total            | Total    | Total  |              | 100          |             | 100         | 23     | 4      |
| Absentions               |                  |          |        |              |              |             |             |        |        |
| Inscrits / participation |                  |          |        |              |              |             |             |        |        |

### Saint-Berthevin
- Maire sortant : Yannick Borde (HOR)
- 29 sièges à pourvoir au conseil municipal (population légale 2022 : 7 384 habitants)
- 4 sièges à pourvoir au conseil communautaire (Laval Agglomération)

| Tête de liste | Tête de liste | Parti(s) | Nuance | Premier tour | Premier tour | Second tour | Second tour | Sièges | Sièges |
| Tête de liste | Tête de liste | Parti(s) | Nuance | Voix         | %            | Voix        | %           | CM     | CC     |
| ------------- | ------------- | -------- | ------ | ------------ | ------------ | ----------- | ----------- | ------ | ------ |

### Villaines-la-Juhel
- Maire sortant : Daniel Lenoir (RE)
- 23 sièges à pourvoir au conseil municipal (population légale 2022 : 2 682 habitants)
- 8 sièges à pourvoir au conseil communautaire (CC du Mont des Avaloirs)

| Tête de liste | Tête de liste | Parti(s) | Nuance | Premier tour | Premier tour | Second tour | Second tour | Sièges | Sièges |
| Tête de liste | Tête de liste | Parti(s) | Nuance | Voix         | %            | Voix        | %           | CM     | CC     |
| ------------- | ------------- | -------- | ------ | ------------ | ------------ | ----------- | ----------- | ------ | ------ |